# Beb Vuyk
Elizabeth (Beb) Vuyk (Rotterdam, 11 februari 1905 – Loenen aan de Vecht, 24 augustus 1991) was een Nederlands schrijfster van Indisch-Nederlandse afkomst.
Ze trouwde in 1932 met Fernand 'Boet' de Willigen (1899-1986) en kreeg met hem twee zonen, Hans (17 mei 1933 – 12 mei 2005) en Ru (27 oktober 1934 – 29 augustus 1961). In 1987 werd met haar medewerking een uitgebreide radio-documentaire over haar leven gemaakt, die in de vroege ochtend van zaterdag 10 februari 2007 op Radio 1 in het programma Nachtvluchten werd herhaald.
Haar eerste boeken werden door de gezaghebbende literatuurcriticus Menno ter Braak zeer lovend besproken.

## Trivia
In haar kookboek "Groot Indonesisch kookboek" staan voornamelijk klassiekers, op het recept voor "Sambal Boet" na. Deze is naar haar man vernoemd.

## Prijzen
- 1942 - Lucy B. en C.W. van der Hoogtprijs voor Het laatste huis van de wereld
- 1962 - Marianne Philipsprijs voor haar gehele oeuvre
- 1973 - Constantijn Huygens-prijs voor haar gehele oeuvre

## Bibliografie

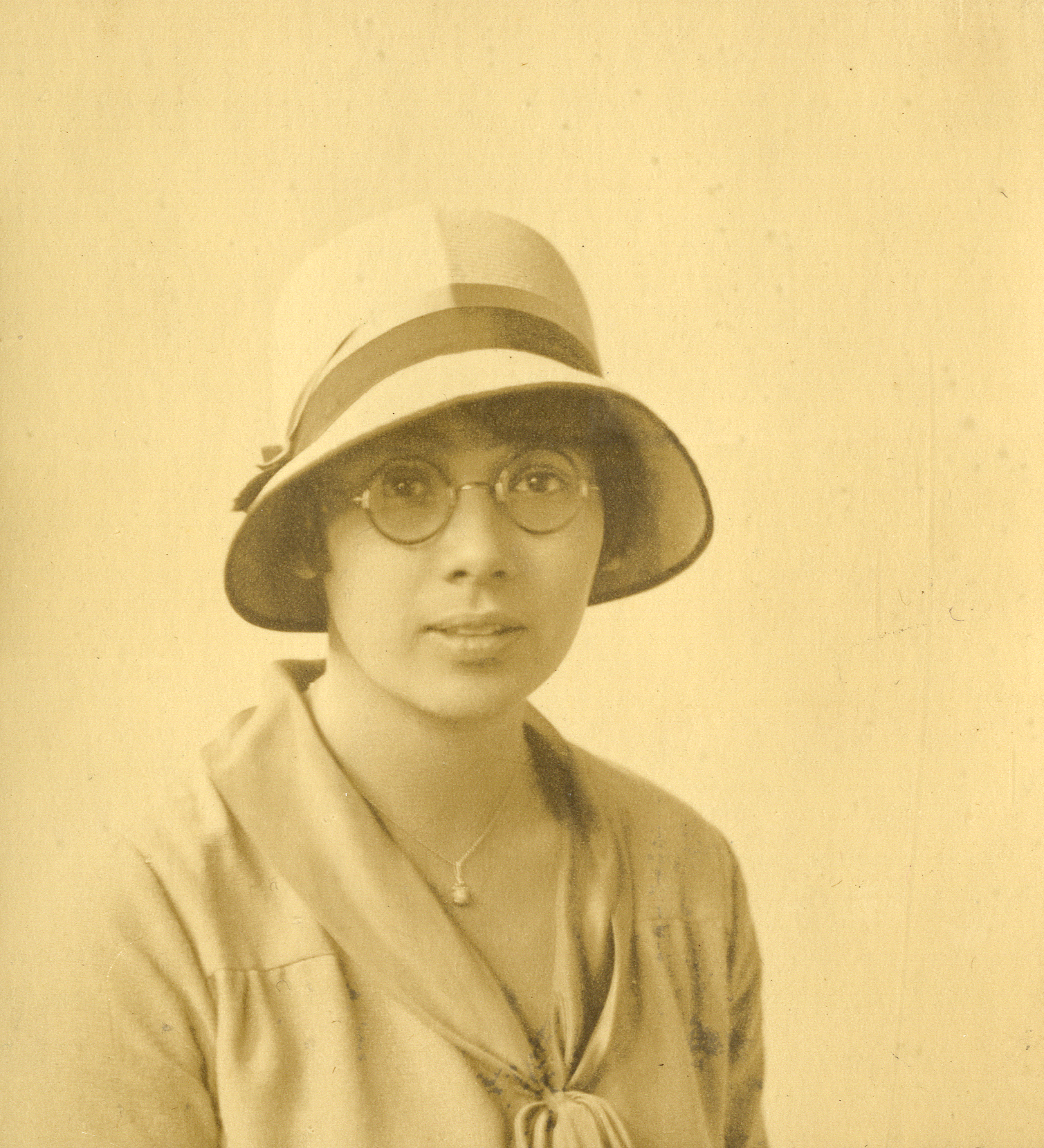
Beb Vuyk (1930)